# Liothorax niger
Liothorax niger är en skalbaggsart som beskrevs av Johann Karl Wilhelm Illiger 1798. Liothorax niger ingår i släktet Liothorax och familjen Aphodiidae. Inga underarter finns listade i Catalogue of Life.